# James Webb
James Edwin Webb (Tally Ho (mai név: Stem), 1906. október 7. – Washington D.C, 1992. március 27.) amerikai kormányzati tisztviselő, a NASA második főigazgatója 1961. február 14. és 1968. október 7. között. Az ő vezetése alatt készült fel a NASA a Holdra szállásra az Apollo-program keretében (a szintén sikeres emberes űrprogramok, mint a Mercury-program, vagy a Gemini-program mellett).
Webb 1928-ban szerzett BSA diplomát a North Carolina egyetemen, amelynek elvégzése után a Tengerészgyalogság szolgálatába állt. Katonai szolgálata után a Washington D.C.-ben, a képviselőház egyik befolyásos képviselője, Edward W. Pou mellett töltött be titkári pozíciót, majd annak halála után egy privát ügyvédi irodában helyezkedett el. Ezen munkahelye mellett 1936-ra szerzett jogi diplomát a George Washington egyetemen. Később az itt szerzett kapcsolatai révén a Sperry Gyroscope katonai beszállító cégnél helyezkedett el és töltött be különböző igazgatói funkciókat.
1944-ben, a második világháború alatt vonult be ismét a Tengerészgyalogságba előbb századosi, majd őrnagyi rangban, ahonnan a háború befejeztével tartalékos alezredesi rangban szerelt le, és egy véletlen folytán nem vett részt harci cselekményekben, csak Japán megszállását késztette elő alakulatánál. Leszerelése után visszatért a fővárosba, és korábbi munkaadója, Oliver Max Gardner, az akkoriban az Államkincstár államtitkárának személyi asszisztense lett. Rövidesen átkerült Harry Truman elnök közvetlen alárendeltségébe, az Elnöki Költségvetési Iroda igazgatójaként. Ezt követően Harry Truman a Külügyminisztérium államtitkárának nevezte ki, ahol a Mccarthyzmus idején komoly szerepe volt az apparátus személyi állományának alakításában. A koreai háború ideje alatt előbb nagy befolyásra tett szert, majd később szerepe halványodott, míg 1952-ben, Truman elnök távozásával ő is távozott posztjáról.
A demokraták hatalomvesztésével Webb a privát szférában helyezkedett el, Oklahomába költözött, és a Kerr-McGee Oil Companynál vállalt igazgatói beosztást. 1960-ban John F. Kennedy nyerte az elnökválasztást, és a Demokrata Párt került ismét hatalomra, a nemrégiben megalakult NASA pedig főigazgatót keresett. Kennedy elnök (Webb korábbi munkaadója, a közben szenátorrá előlépett Robert Kerr ajánlására) őt választotta az űrhivatal élére. 1961-ben, Jurij Gagarin űrrepülésével (és ezzel Amerika újabb hidegháborús kudarcával) a szervezet jelentősége komolyan megváltozott és a szovjet űrteljesítményeket ellensúlyozó holdprogram, az Apollo–program elnöki bejelentésével az USA nemzeti prioritásainak élére ugrott. Webb kapta a grandiózus feladatot, hogy a NASA hajtsa végre a Holdra szállást és ehhez szervezzen meg minden fejlesztést, valamint valósítsa meg az ahhoz szükséges beruházásokat, valamint létszám és szervezetfejlesztést. Az új főigazgató sikerrel hajtotta végre a feladatot.
A NASA keretein belül Webb több kulcsmozzanatban exponálta magát. Sikerrel vezette ki szervezetét az Apollo–1 tervezett repüléséhez való felkészülés során végbement tragédia hatásai alól. Majd 1968-ban szintén sikerrel szervezte meg, hogy a CIA értesülései szerint szintén a Holdra készülődő szovjeteket megelőzve érje el az Apollo–8 a Holdat.
1968 októberében látva, hogy Lyndon B. Johnson elnök visszalépett az elnökjelöltségtől, valamint Robert Kennedy meggyilkolásával a demokraták esélye számottevően csökkent és így pozíciója folytatása komoly veszélybe került, 1968 októberében lemondott tisztségéről, és később az 1969-ben elkövetkező első Holdra szállásnak (egészen pontosan az Apollo–11 startjának) már csak vendég nézőjeként volt részese. NASA-tól való leköszönése után is aktív maradt, különböző szervezetekben töltött be vezetői tisztséget (így a National Geographic Society, vagy a Smithsonian Intézet vezető testületeiben). Csak élete utolsó évtizedében vonult nyugállományba, miközben már Parkinson-kórtól szenvedett. Nyolcvanöt évesen, 1992. március 27-én hunyt el szívrohamban.
Az USA űrtevékenységéhez való alapvető hozzájárulása miatti tiszteletből a NASA egyik tervezett új műholdjának 2002-ben a Next Generation Space Telescope-nak (Új Generációs Űrtávcső) a James Webb Space Telescope (JWST – James Webb űrtávcső) nevet adta.

## Ifjúkora
Webb John Frederick Webb és Sarah Gorman Webb gyermekeként látta meg a napvilágot az észak-karolinai Tally Hóban (annak is az azóta önállósult Stem negyedében) 1906. október 7-én a család öt gyermekéből másodikként. Édesapja 26 éven keresztül volt a Granville megyei állami iskolák tanfelügyelője. Az apai örökségtől vezérelve Webb felsőfokú végzettséget szerzett (akkoriban ez nagy szó volt, hiszen még 25 évvel később is az amerikaiaknak csak mindössze egynegyede érettségizett és mindössze huszada végzett felsőfokú intézményben). A North Carolina Egyetemen 1928-ban szerzett BA (Bachelor of Arts) diplomát, miközben az egyetemen tagja lett az Acacia testvériségnek, itt tette magáévá a szabadkőműves gondolkodást is. A diplomát követően belépett az Egyesült Államok Tengerészgyalogságába, ahol repülő kiképzésben részesült. Repülővé avatása után 1930–1932 között alhadnagyi rangban pilótaként szolgált a fegyvernemnél.
Katonai pályafutását követően beiratkozott a George Washington University Law School jogi fakultására, és 1936-ban jogi doktori diplomát szerzett. Az iskola elvégzése után rögtön a Washington D.C.-ben székelő bíróságon jogászként kapott lehetőséget joggyakorlásra.

## Előmenetele

### Az Egyesült Államok Képviselőházának alkalmazottja
1932-ben, a Tengerészgyalogságnál töltött szolgálatát követően Webb Észak-Karolina képviselőjének, Edward W. Pounak a titkára lett Washington D.C.-ben a képviselőházban. Ebbéli tisztségét 1932–1934 között töltötte be. Pou képviselő volt ebben az időszakban a Törvényelőkészítő Bizottság elnöke, valamint a ház Dean of the House képviselője (azaz a folyamatosan leghosszabb ideje működő képviselője). Pounak jelentős része volt Franklin D. Roosevelt elnök New Deal programjának törvénybeiktatásában az elnök első száz napos programjának részeként. Az érdemi politikai munka mellett Webb fizikálisan is támogatást nyújtott az idős és betegeskedő Pou részére.

### Privát ügyvédi iroda
Edward W. Pou 1934. április 1-jén elhunyt, így helye megüresedett a képviselőházban, Webb megbízatása pedig megszűnt. Ennek hatására egy privát ügyvédi irodában talált állást, Oliver Max Gardner ügyvédi irodájához szegődött. Gardner maga is aktív politikusi pályát futott be, korábban Észak-Karolina kormányzója volt (és mint ilyen Franklin D. Roosevelt személyes jó barátja). Webb Gardnernél töltött ideje alatt járt a George Washington Egyetemre, és munkaadója segítette hozzá, hogy megszerezze a jogi doktorátusát.
Webb későbbi életére nagy hatással volt az 1934-ben kipattant légiposta-botrány, amikor a kormányzat megtiltotta, hogy magán légitársaságok szállítsák a légipostai küldeményeket. Az állam ellen perre készülődő légitársaságok és légiipari szereplők (köztük Thomas Morgan, a Sperry Gyroscope elnöke) a Gardner ügyvédi irodát bízták meg a perbéli képviseletükkel. Így került Webb közvetlen kapcsolatba későbbi munkaadójával, a Sperry Gyroscope-pal (míg a per eredményeként az állam feloldotta a tiltását).

### A Sperry Gyroscope személyzeti igazgatója
Az ügyvédi irodában végzett közös munkájuk eredményeképpen Thomas Morgan, a Sperry Gyroscope Company elnöke állást ajánlott Webb számára, ő lehetett a cég személyzeti igazgatója 1936-tól. Ezt követően bontakozott ki Webb számára élete egyik leghosszabb megbízatása, 1936–1944 között dolgozott a Sperrynél. Személyi igazgatói megbízatása mellett előbb a cég fő kincstárnoka, majd később alelnöke lett. A fő feladata, a személyi igazgatói megbízatás nagyságrendjére volt jellemző, hogy a második világháború miatt (a cég a háború alatt a navigációs berendezések és légi telepítésű radarok egyik fő beszállítójává vált) a létszám 800 főről 33 000 főre duzzadt Webb irányítása alatt.

### Haditengerészeti bevonulása
Amerika belépésével a második világháborúba Webbnél is jelentkezett a szándék, hogy részt vegyen hazája küzdelmében és egykori tengerészgyalogosként ismét bevonuljon a fegyvernemhez. Ám a hadsereg erre sokáig nem tartott igényt arra hivatkozva, hogy egykori pilótája a Sperrynél olyan nemzetgazdasági fontosságú pozíciót tölt be, hogy ott sokkal jobban tudja szolgálni hazáját. Egészen 1944-ig kellett várnia, amikor megkapta erre az engedélyt és bevonulhatott a Marine Air Warning Group One (Tengerészgyalogos Légi Felderítő Egyes Számú Harccsoporthoz) és századosi rangban megkapta a 9th Marine Aircraft Wing (Tengerészgyalogos 9. Légi Ezred) parancsnoki beosztását. Ebbéli minőségében Japán inváziójával kapcsolatban annak radar programját készítette elő. Ennek csúcsán parancsot kapott 1945. augusztus 14-én, hogy hajózzon be Japán felé, ám a parancsa elkésett, és így lemaradt az áttelepülésről és Japán 1945. szeptember 2-i kapitulációja azt jelentette számára, hogy semmilyen harcban nem vehetett részt.

### Költségvetési Iroda
A háború végeztével Webb leszerelt a hadseregtől és visszatért Washington D.C.-be, ahol régi kapcsolatait felelevenítve újra régi munkaadója, Oliver Max Garden alkalmazottja lett, azonban ezúttal más szerepkörben, mivel Gardner ekkoriban az Államkincstár államtitkára volt, Webb pedig az ő személyi asszisztense lett. Rövidesen aztán kinevezték az USA Elnöke Kabinetének Költségvetési Irodájának élére, igazgatóként. Az iroda fő feladata az éves költségvetési javaslat elkészítése volt, amelyet az elnök minden évben a Kongresszus elé terjesztett. Webb 1949-ig töltötte be ezt a pozíciót Harry S. Truman elnök alatt.
Kijelölése nyilvánvalóan Gardner javaslatára történt, mivel magát Webb-et is meglepte a javaslat (akinek nem is szóltak előre, hogy kinevezik), valamint Truman elnök is a bejelentéskor elfelejtve a nevét, külön papírról kellett kikeresnie, hogy kit is nevez ki. Gardner szándéka a kijelöléssel az is volt, hogy informálisan a kincstár befolyása alá vonja a Költségvetési Irodát. Truman azt a feladatot állította az iroda elé, hogy a háború lezárását követően hozzák egyensúlyba a költségvetést a második világháború nagyszabású költekezéseit követően.

### Külügyminisztérium
Truman elnök következő megbízatása Webb számára a Külügyminisztérium államtitkári pozíciója volt 1949. januárjától. Dean Acheson külügyminiszter első megbízatása Webb számára az volt, hogy szervezze újra a minisztérium szervezetét, beiktatva tizenkét új elnöki megbízottat és csökkentve az alárendelt kollégák hatásköreit. Webb munkájának eredményeként 1949 májusában iktatták törvénybe a minisztérium új munkarendjét, amellyel annak kapcsolatai az elnök felé erősödtek, viszont a hadsereg feletti befolyást elvesztette a szervezet.
Webb komoly szerepet játszott minisztériuma oldalán kora egyik legellentmondásosabb mozgalmának, a mccarthyzmusnak a megítélésében és az abból fakadó intézkedések tekintetében. A Kongresszus felől komoly nyomás nehezedett az állami intézményeke, így a minisztériumokra, hogy a kommunista, anarchista, vagy más Amerika-ellenességgel, vagy más okból kockázati tényezőt jelentő egyénekkel leszámoljanak és eltávolítsák őket az állami feladatok végzése mellől. Webb ennek érdekében 1950-ben egy találkozón egyeztette Truman elnökkel a kormányzati álláspontot a kongresszusi meghallgatások ügyében. Ebből fakadóan a későbbi meghallgatáson Webb azt vallotta a kikérdezőknek, hogy a legtöbb eltávolított munkatárs, akit erkölcsi alapon távolítottak el, homoszexuális volt. Ez annak a stratégiának a része volt, hogy bár a Fehér Ház nem volt képes a kongresszusi nyomásnak ellenállni, mégis azt hangsúlyozzák, hogy – a homoszexualitás akkori megítélése szerint – orvosi alkalmatlanságnak állítsák be inkább az eltávolításokat, mintsem hogy az érintettek nemzetbiztonsági kockázatot hordozta volna.
James Webb működésének további komoly terepe volt a kor talán legnagyobb fajsúlyú témájában, a szovjet-amerikai viszony alakulásában. A Külügyminisztérium előtt álló akkori legnagyobb dilemma az volt, hogy a Szovjetunió jelentette fenyegetést diplomáciai, vagy katonai úton kell-e rendezni amerikai oldalról. Paul Nitze a Politikai Tervezési Iroda igazgatója írt erről egy szigorúan titkos feljegyzést NSC 68 címen, amelyben a NATO erők felfejlesztésének és az ehhez szükséges katonai büdzsé fejlesztésének igényét vetette fel, hogy a Szovjetuniót a katonai fenyegetés növelésével őröljék fel. A hadügyminiszter, Louis A. Johnson ugyan a katonai költségvetés növelését ellenezte, Webb meggyőzte Trumant, hogy támogassa az NSC 68 elképzeléseit a hidegháború felpörgetésére.
1950. június 25-én, az Észak-koreai hadsereg bevonult Dél-Koreába és kezdetét vette a koreai háború. Az események hatására Webb és Acheson külügyminiszter három ajánlást fogalmazott meg: vonják be az ENSZ-t, küldjék a Haditengerészet Csendes-óceáni flottáját a Sárga-tengerre és kapjon felhatalmazást a Légierő a koreai tankokra mért csapásokra. Truman elnök elfogadta az első két ajánlást, de a katonai beavatkozást késleltette. A kialakult helyzetben a hadügyet hibáztatták, hogy az USA erői felkészületlenek, aminek hatására Louis A Johnson hadügyminiszter Acheson külügyminisztert vádolta a kialakult helyzetért. Webb erre válaszul néhány kongresszusi és más befolyásos kapcsolatához fordult, és közösen meggyőzték Trumant, hogy váltsa le Johnsont és hívják vissza a nyugállományba vonult George C. Marshallt, hogy legyen ő a hadügyminiszter.
Webb további politikai tevékenysége a hidegháborús propagandatevékenység frontján bontakozott ki. Tudományos érdeklődése a rádiótechnika irányába orientálta és egyetemi tudósokkal szövetkezve megalapították a Trójai–projektet, amelyben a Vasfüggöny mögötti rádiópropagandát tanulmányozták.
1952-re megváltoztak a Webb körüli erőviszonyok. A koreai háború fejleményei Webb pozíciójának gyengülését hozták, például az NSC 68 szerzője, Paul Nitze lett Acheson külügyminiszter közvetlen tanácsadója, és egy félreértés okán Nitze és Webb kapcsolata megromlott, olyannyira, hogy Nitze Webb lemondását követelte. Később az ellentét elhalványult, ám 1952 végén a demokraták távoztak az elnöki hatalomból, így Webb is lemondott tisztségéről.
A lemondást követően Webb elhagyta Washingtont és Oklahomába költözött, hogy egy ottani olajcég, a Kerr-McGee Oil Corp.-nál vállaljon munkát. Washingtoni kapcsolatait azonban továbbra is életben tartotta, olyannyira, hogy 1958-ban tagja volt a Draper Bizottságnak, egy a Hadsereg pénzügyi támogatását vizsgáló független, kétpárti vizsgálatban.

## NASA

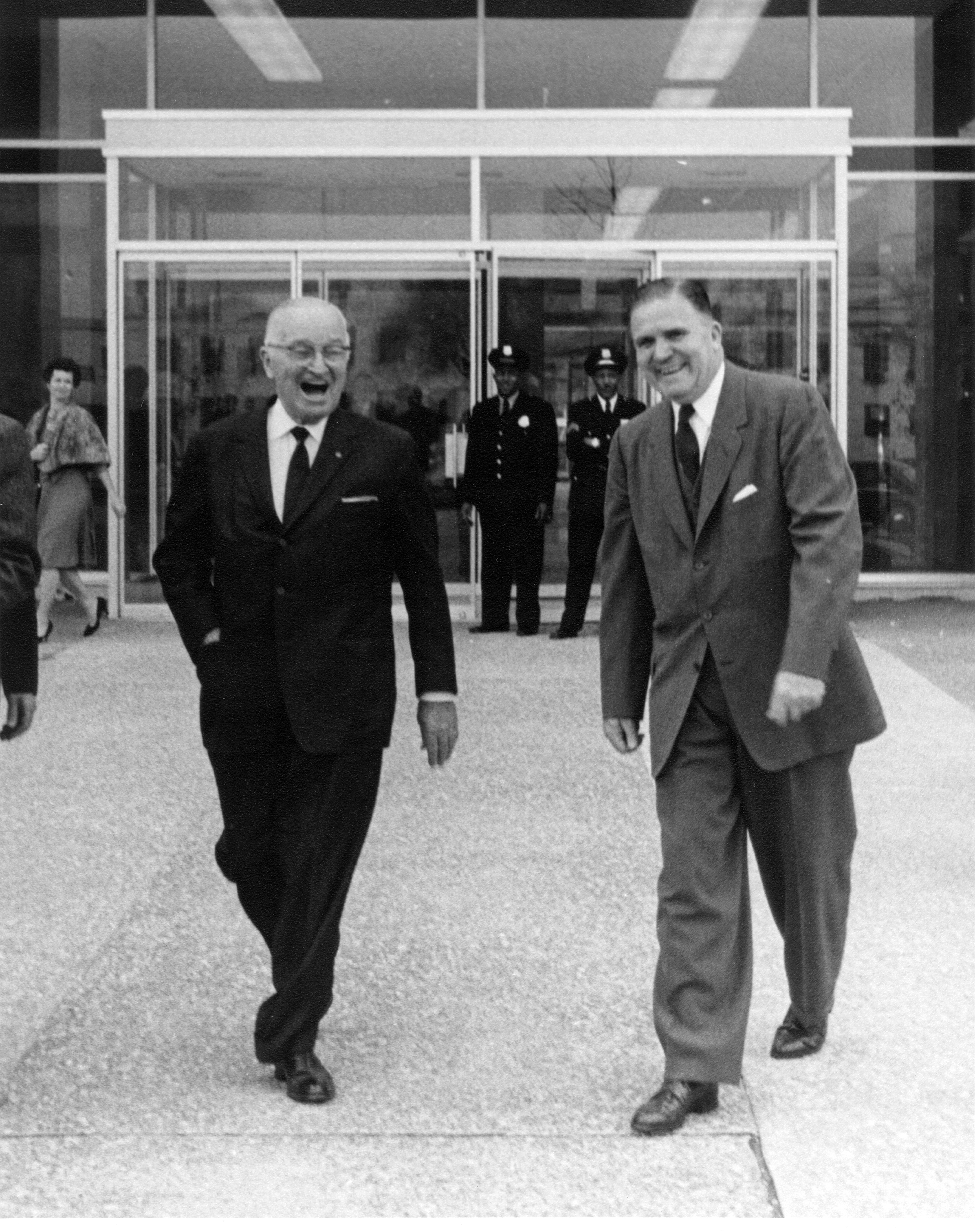
Harry Truman látogatása a NASA-nál

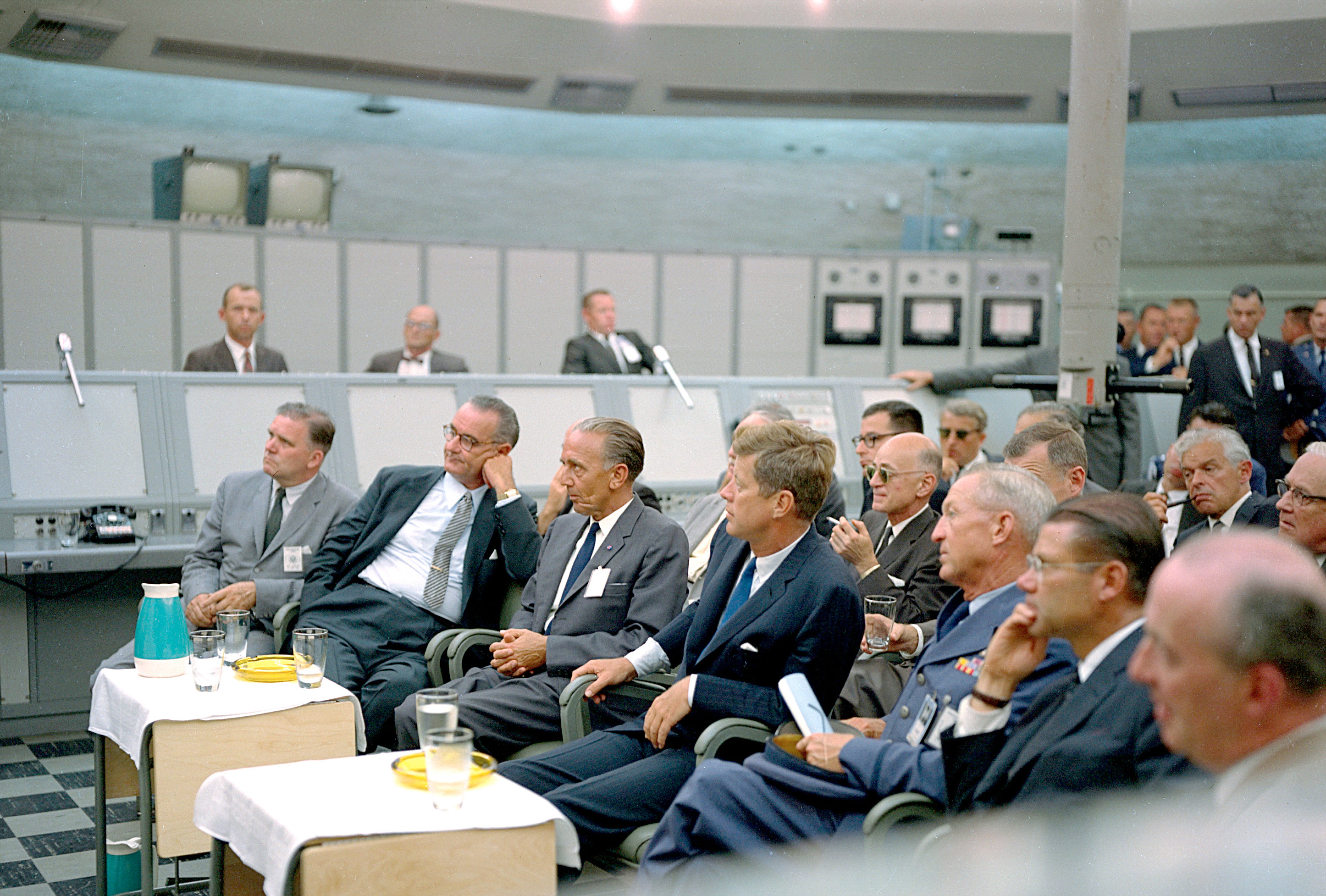
Kennedy elnök látogatása Cape Canaveralen

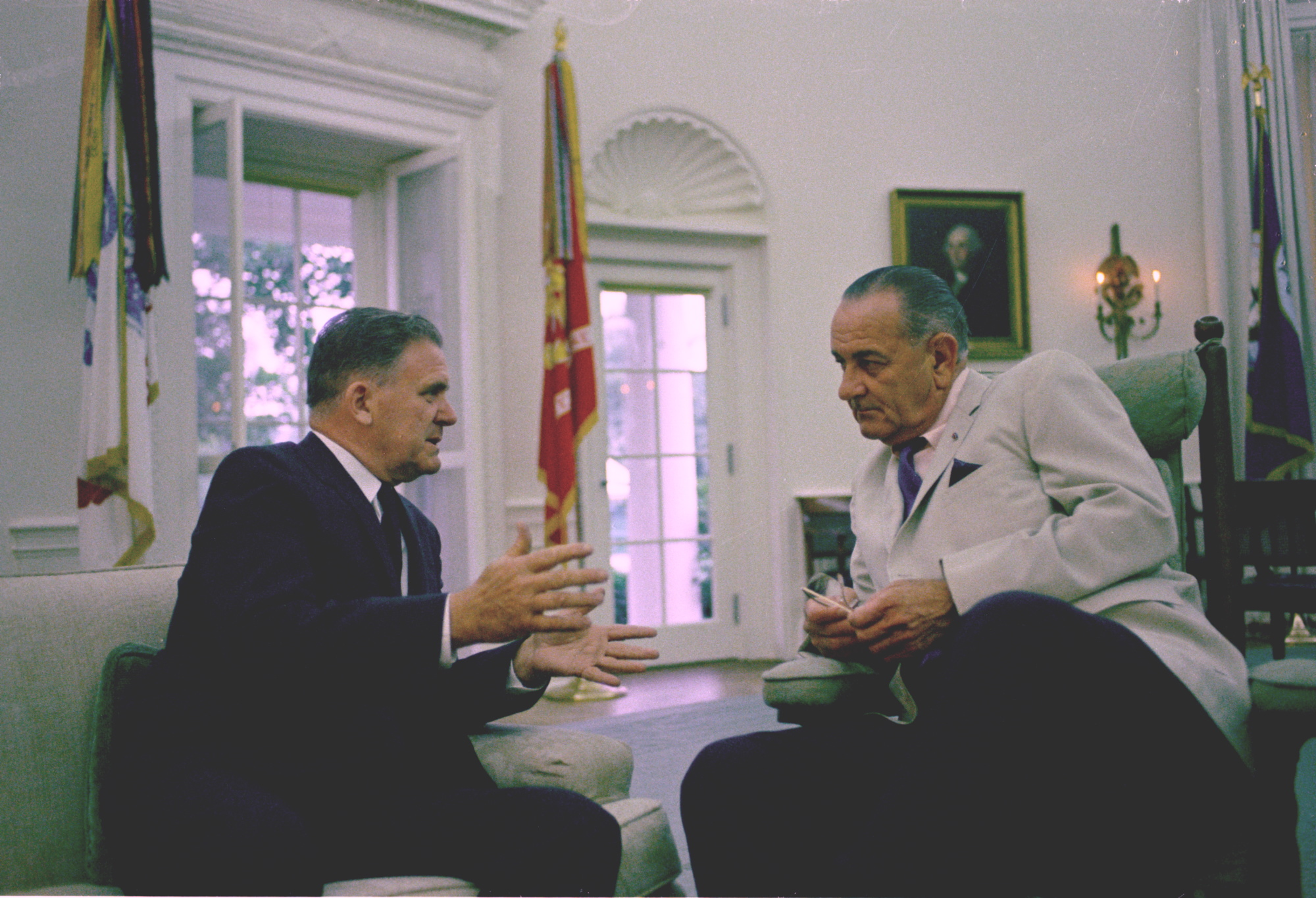
Webb Johnson elnökkel az Ovális Irodában

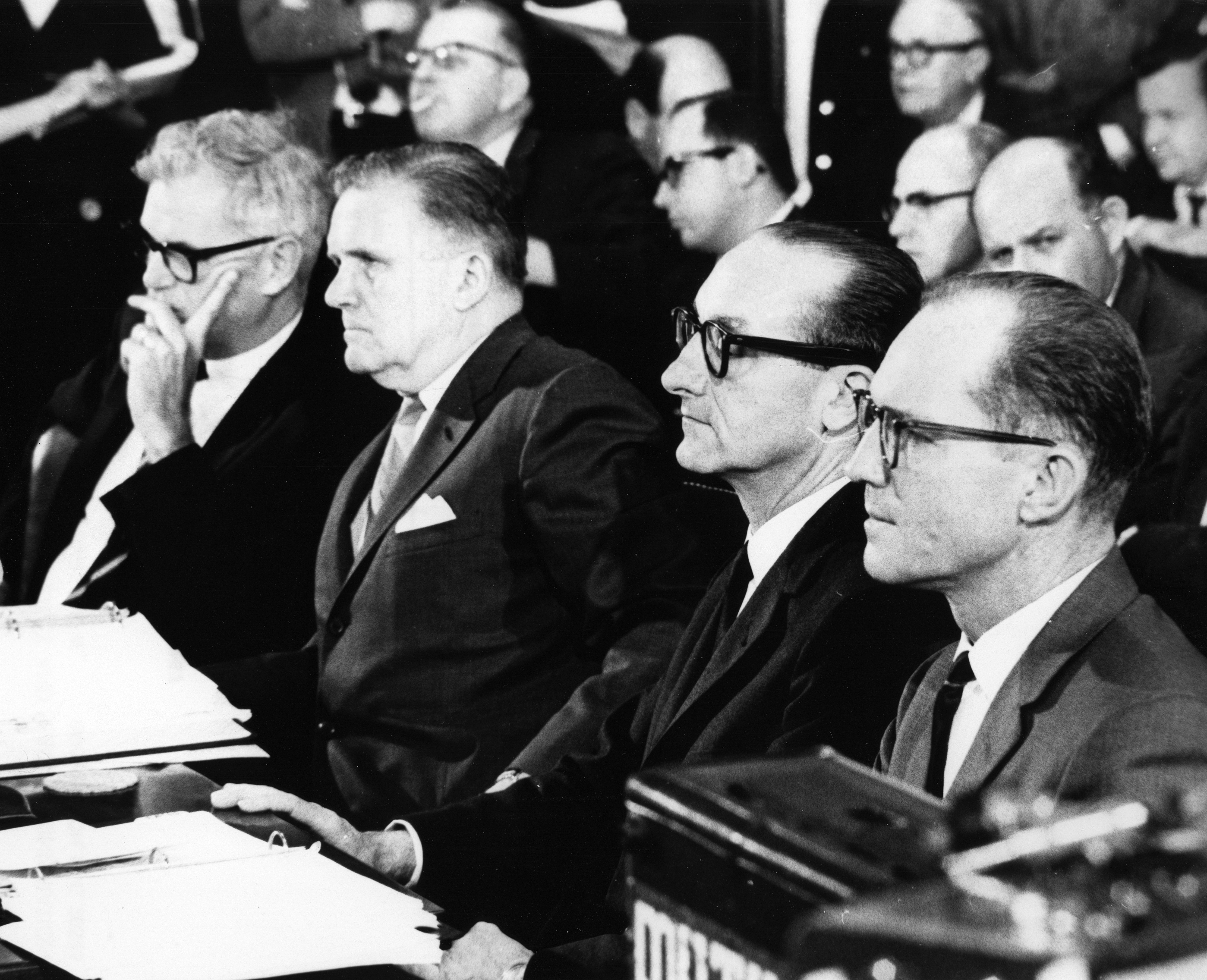
A NASA vezetése szenátusi meghallgatáson az Apollo–1 tűzesetét követően

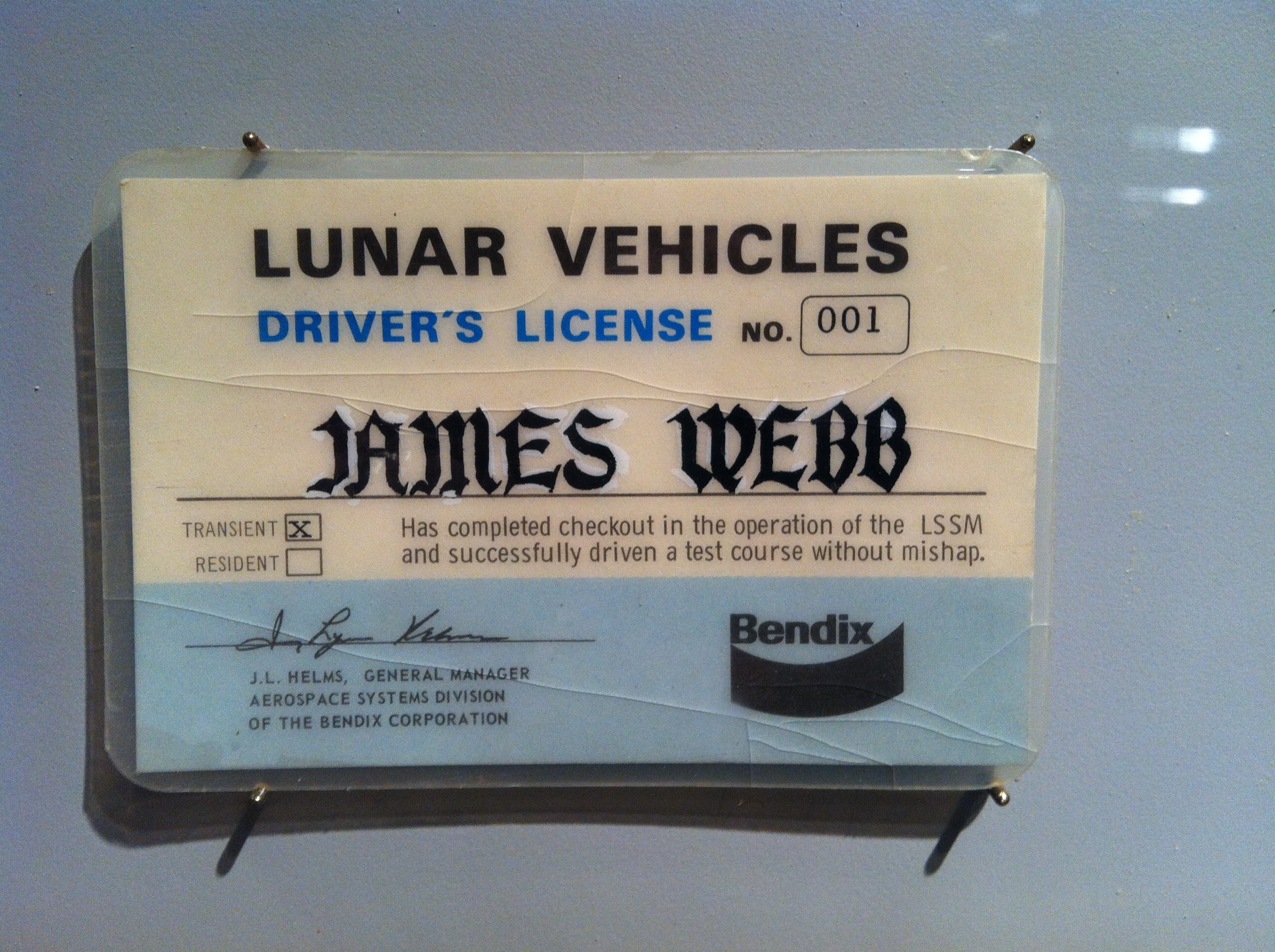
Webb tréfás holdjármű jogosítványa

Az 1960-as választások John F. Kennedy demokrata elnökjelölt győzelmét hozták az USA-ban, azaz demokraták nyolc év múltán kerültek vissza a hatalomba. Az 1961-es elnöki beiktatással egy időben Lyndom B. Johnson lett az új alelnök, akik korábban a Szenátus légügyi bizottságának elnöke volt, így az ő helyére lépett elő Robert Kerr szenátor Oklahomából (Kerr volt az egyik névadó tulajdonosa a Kerr-McGee Oil Company-nak, ahol Webb politikusi pályafutása után az üzleti életben elhelyezkedett). Az újjáépítendő demokrata kormányzati struktúrában Kerr javasolta Kennedynek, hogy nevezze ki James Webbet a NASA élére. A javaslatot egy interjú követte Kennedy és Webb között. Webb eleinte kissé vonakodott: „…úgy tűnik nekem, hogy valaki, aki többet tud a rakétatudományokról és a világűrről, jobb lehetne erre a munkára…” – mondta Webb Kennedynek a beszélgetés során. „Éppen ezért szeretném Önt erre a munkára” – volt a válasz, megvillantva az elnöki szándékot, hogy az űrhivatal élére inkább egy politikához, lobbiérdekekhez értő, Washingtonban jártas valaki kell, aki szervezetként irányítja és képviseli a NASA-t mintsem a külvilág számára érthetetlen szakmai szempontok alapján. Webb válasza sommás volt: „És én sohasem mondtam nemet egyetlen elnöknek sem, aki azt kérte, hogy tegyem meg ezt, vagy azt…”
1961. február 14-én James Webb lett a NASA második főigazgatója T. Keith Glennant váltva (illetve a posztot Glennan helyetteseként megbízottként betöltő Hugh L. Drydent is). Az új főigazgató egy nyüzsgő méhkast örökölt. 1958-ban a NASA-t azért hozták létre, mert a Szovjetunió 1957. október 4-i teljesítményével, a Szputnyik–1 felbocsátásával váratlanul legyőzte Amerikát egy ideológiai versenyben, amely egyrészt a világ vezető technológiai hatalma címért folyt, másrészt nyílt (had)üzenet volt abban a tekintetben, hogy a Szovjetunió már rendelkezik olyan technológiával, amellyel korlátlanul képes akár atomfegyvert célba juttatni a Föld bármely pontjára, így a legnagyobb ellenlábas USA területére is, miközben az amerikaiak még nem. Az 1957–1961 közötti négy évben kétségbeesett küzdelem zajlott amerikai részről ennek a helyzetnek a megfordítására, amelyben az USA még mindig vesztésre állt. Ezt az örökséget vette át Webb, azaz egy olyan szervezet vezetését vállalta el, amelyre óriási felelősség hárult, hiszen az ártevékenységet a nemzeti prioritások élére emelte az amerikai politika (akár pártállástól függetlenül is).
James Webbet NASA főigazgatói kinevezése után érte az egyik legnagyobb kudarc. Az űrhivatal még 1958. december 7-én elindította a Mercury-programot, amelynek az volt a célja, hogy az USA elsőként juttasson embert a világűrbe (és ezzel kiegyenlítse a versenyt a szovjetekkel, vagy akár a teljesítmény jelentőségénél fogva elébük is vágjon). A három éves előkészítő fázis után már javában folytak a repülési előkészületek a Mercury–Redstone–3 felbocsátására, Alan Shepard űrhajóssal. A tervek szerint azzal is időt spórolt volna a NASA, hogy a repülés nem orbitális pályán zajlott volna, hanem csak egy űrugrást hajtottak volna végre, amelynek során egy parabolaív tetején, rövid időre – technikailag, vagy földrajzilag – az űrben, a Kármán-vonal felett tartózkodott volna az űrhajó utasa. Ennek az egyébként történelmi repülésnek a startját némi késlekedéssel, 1961. május elejére tűzte ki az űrhivatal. 1961. április 12-én azonban a TASZSZ szovjet hírügynökség azt a hírt kürtölte világgá, hogy egy szovjet kozmonauta, Jurij Gagarin egy Föld körüli fordulatos repülést hajtott végre a világűrben. Az alig két hónapja kinevezett főigazgató szervezete újabb világraszóló vereséget volt kénytelen elkönyvelni (a felelősséget sokan Wernher von Braunra hárították, aki a tesztrepülések során a nem kielégítő tesztek miatt egy extra repülést, a Mercury–Redstone–BD jelű tesztet iktatott be, ezzel hetekkel eltolva az első emberes startot, amellyel időt adott a szovjeteknek, hogy a maguk kísérletét előbb hajtsák végre). Webb NASA főigazgatói pályája ezzel az aktussal vett teljesen más irányt.
Az újabb szovjet elsőség óriási presztízsvesztesége dilemma elé állította az amerikai kormányzatot, élén az új elnökkel, John F. Kennedyvel. A tanácsadók javaslatai szerint az a cél nem változott, hogy a világ előtt bizonyítani kell, hogy a világ vezető gazdasági és katonai hatalma élen járjon az űrteljesítmények terén is, így ha ezt a státuszt ki akarják vívni, az USA-nak meg kell előznie a Szovjetuniót ezen a téren is. Webb is ezen tanácsadók között volt, és Robert McNamara védelmi miniszterrel közösen arról győzködték az elnököt, hogy világűrben elért teljesítményekre nagyobb hangsúlyt helyezzen, mivel azok erősen megragadják a közvélemény figyelmét és a sikerek növelik az ország presztízsét. Támogatták tudósok azon elképzelését, hogy az USA próbáljon meg elsőként embert juttatni a Holdra, amely olyan léptékű ugrást jelentene az űrteljesítmények terén, amely teljesen elhomályosítaná, vagy akár semmissé is tenné a szovjetek addig elért elsőségeinek értékét. Kennedy elfogadta az érvelést és – tarsolyában Alan Shepard 1961. május 5-i repülésének viszonylagos sikerével – 1961. május 25-én bejelentette a Kongresszus előtt az Apollo-programot, amellyel az USA 1970 előtt embert kívánt juttatni a Holdra (és biztonságosan haza is hozni onnan). Webb számára innen kezdődött egy grandiózus feladat.
A Kongresszus még az év júliusában megduplázta a NASA költségvetését, majd az elkövetkező években példa nélküli költségvetési keretet biztosított a célok elérésére és az űrhivatal a program csúcsán évi 5 milliárd dolláros (mai értéken több mint 40 milliárd dolláros) keretből gazdálkodhatott. Webb feladata az Apollo-program (illetve az annak megvalósításához szükséges kiegészítő programok, mint a Gemini-program, vagy a Surveyor-program, illetve a Lunar Orbiter-program) megvalósításához szükséges struktúrák felállítása, a szükséges beruházások levezénylése és a beszállítói hálózat kiépítése volt, párhuzamosan azzal, hogy ezek állásáról folyamatosan tájékoztatta az elnököt, a Kongresszust és a közvéleményt. A NASA Webb keze alatt egy 35 000 állami alkalmazottat foglalkoztató óriás szervvé vált, amelynek még további 400 000 alkalmazottat foglalkoztató űripari vállalkozói kör dolgozott be.
A feladat megvalósításához a NASA vezetésének több óriásberuházást is meg kellett valósítani. Ezek közé tartozik a houstoni Manned Spaceflight Center megalapítása (amelyet ma az egykori elnök után Lyndon B. Johnson Űrközpont néven említenek), vagy Cape Canaveralen a korábbi Cape Canaveral Air Force Station melletti Kennedy Űrközpont létrehozása, kiemelten a VAB-csarnokkal, a Kilövés Irányító Központtal, vagy a ma is használt LC-39 indítóállással, de említhetnénk a Saturn V rakéta létrehozásával kapcsolatban megalapított Marschall Space Flight Centerben megvalósított óriási fejlesztéseket.
Emellett James Webb mondta ki sok esetben a végső szót a Holdra szállás mozzanataival kapcsolatban is. Így a NASA az ő vezetésével választotta ki a Hold körüli pályán végrehajtott randevú koncepciót, amely végül a nyertes, de a mi még fontosabb a valóban megvalósítható megoldást jelentette a NASA számára a cél elérésében.
Ugyancsak ő volt az, aki megmentette a NASA-t akár a bezárástól és az Apollo-programot annak törlésétől is 1967-ben. 1967. január 27-én a program előkészítése, az AS–204 (később Apollo–1 névre módosított) repülés földi tesztjei során tragikus baleset történt, tűz ütött ki a túlnyomás alatt tiszta oxigén légkört alkalmazó űrkabinban, és három űrhajós, Gus Grissom, Ed White és Roger Chaffee űrhajósok életüket vesztették. A tragédia megrázta a NASA-t, de az egész amerikai közvéleményt is, és óriási nyomás nehezedett az űrhivatalra, elsősorban a Szenátus és a Kongresszus irányából a tragédia kivizsgálása érdekében. Webb a közvélemény felé így sommázta a történteket: „Mindig is tudtuk, hogy valami hasonló meg fog történni előbb, vagy utóbb … de ki gondolta volna, hogy mindez a Földön történik meg?”. Webb meggyőzte Johnson elnököt, hogy maga a NASA vizsgálhassa ki a balesetet egy belső vizsgálat keretében, megígérve, hogy a vizsgálat kíméletlen lesz és feltár minden hibát, megnevez minden felelőst még akkor is, ha ezek egyike éppen ő maga is lesz. A vizsgálatok tekintetében szokatlan módszer – miszerint maga az érintett vizsgálódik kvázi saját maga ellen – mégis eredményes volt. Sikerült feltérni a belső és külső okokat (így elsősorban felvetni az űrkabint gyártó, egyébként előzetesen a politikusok által is nagyban vádolt és elmarasztalt North American vállalat felelősségét), majd ebből fakadóan egy olyan megújhodási programot hirdetni, amely elvezetett a végül szinte hibamentes űrhajók előállításához és végső soron a Holdra szállás sikeréhez is. Webb zsenije ebben a munkában úgy nyilvánult meg, hogy lényegében végig ő képviselte a NASA-t a különböző, olykor ellenséges kongresszusi és szenátusi meghallgatásokon, és bár még kezdetben az sem volt kizárható, hogy a tragédia okán a politikusok elállnak az Apollo-programtól és akár magát a NASA-t is felszámolják. Webb kijárta a különböző fórumokon, hogy az űrhivatal folytathassa a munkát és megkapja ez ehhez szükséges költségvetési forrásokat.
A főigazgató kulcsszerepet játszott egy másik fontos döntésben, az Apollo–8 Holdhoz küldésében is. Webb folyamatosan kapott a CIA jelentéseiből, amelyekből az a kép bontakozott ki, hogy a szovjetek is dolgoznak egy óriásrakétán, amely az N1 jelet viseli és amely hasonló kapacitású lehet a Saturn V-tel (ezek a hírek beleillettek abba a képbe, hogy a Szovjetunió is a saját holdprogramján dolgozik titokban, és bár nyilvánosan nem vállalják fel, hogy versenyben vannak az USA-val a Hold eléréséért, mégis erre irányulnak az erőfeszítéseik). Néhányan nem ismerték el ezt a fenyegetést, és egyenesen „Webb Óriásának” csúfolták az orosz N1-et, amivel a főigazgató csak rémképeket fest, igazolandó a keze alatt zajló drága erőfeszítéseket. A szovjet fenyegetés azonban azt jelentette volna, hogy az amerikai gazdaság számára is számottevő megerőltetéssel járó Apollo beruházások ellenére ismét a szovjetek aratják le az elsőséget a Holdon. Ennek megelőzésére George Low az Apollo Spacecraft Program Office (ASPO – Apollo Űrhajó Program Iroda) igazgatója agyából pattant ki egy meglehetősen kockázatos gondolat: az eredeti tervekben szereplő E típusú repülést (amely egy nagy magasságból való visszatérési tesztet tartalmazott az Apollo parancsnoki és műszaki egység számára) cseréljék le egy másik repülésre, egyenesen a Holdhoz küldve az űrhajót és a legénységet, learatva ezzel a Hold elsőkénti elérésének dicsőségét. Mindezt akkor, amikor még sem a parancsnoki űrhajó, sem a Saturn V rakéta nem állt olyan készültségi szinten, hogy képes legyen egy ilyen repülésre. És mindezt további kockázati tényezők beiktatásával, hogy például holdkomp nélkül küldték volna az űrhajót a Holdhoz, és olyan holdi pályán végzett manővereket kellett végrehajtani, amire semmiféle tapasztalat nem állt rendelkezésre. A kockázati oldalon olyan sok bizonytalanság sorakozott, hogy Webb rosszul fogadta az ötletet – félve attól, hogy egy esetleges kudarc, ilyen közel az éppen elmúlt Apollo–1 utáni botrányhoz akár a NASA végét is jelentheti –, gondolván: Önöknek uraim elment az eszük. Webb, aki éppen egy bécsi konferencián vett részt Sam Phillips tábornokkal az Apollo-program programigazgatójával az ötletgazdáktól azt kérte, hogy részletesen dolgozzák ki az elképzelést, mert a számára telexen a bécsi követségre eljuttatott anyag így döntésre alkalmatlan. A később elkészült és minden szakterület által részletesen kidolgozott tervről aztán Webb bátor döntést hozott, elfogadta azt, egyetlen áthághatatlan, kemény feltételt fogalmazva meg: csak akkor vágnak bele a végrehajtásba, ha előzőleg, az Apollo–7 repülésen (a parancsnoki űrhajó első berepülésen) minden rendben ment. A feltétel teljesült és végül 1968. december 21-én a Hold emberekkel való első elérésére szállt fel, amit december 24-én teljesített is.
Mielőtt a NASA elért volna a céljához és útjára indította volna az első űrhajót, amely a szándéka szerint meg kellett kísérelnie a Holdra szállást, nagy politikai választások következtek be. 1968. március 31-én egy beszédében Lyndon B. Johnson elnök bejelentette, hogy nem jelölteti magát az őszi elnökválasztásokra a Demokrata Párt színeiben. 1968. június 5-én egy orvgyilkos lelőtte Robert Kennedyt, a demokrata elnökjelöltségért kampányoló politikust, JFK öccsét, ezzel jelentősen gyengítve a párt esélyeit a közelgő elnökválasztáson. A demokrata pártban belső válság támadt, négy részre szakítva azt. Webb számára az ország életében másodlagos döntések is születtek, a Kongresszus jelentősen csökkentette 1967–1968-ra a NASA pénzügyi támogatását. A főigazgató belátta, hogy úgy a politikai oldalon (lévén ő is demokrata volt és egy lehetséges pártváltás az elnök személyében meglehetősen ingataggá tette a székét), mint szakmai oldalon (a pénzügyi támogatás csökkenése) olyan mértékben romlottak a pozíciói, hogy az nem tolerálható számára. 1968 őszén beadta a lemondását és 1968. október 7-én, mindössze négy nappal a talán élete fő művének számító Apollo-program első emberes felszállása előtt elhagyta a NASA-t. Utóda a helyettese, Thomas O. Paine lett.

## Későbbi életpályája
Lemondása után Webb maradt Washington D.C.-ben, miközben újra a Kerr-McGee Oil Company alkalmazásába is került. A fővárosban különböző tanácsadó testületekben fejtett ki tevékenységet. Ilyen minőségében a National Geographic Society igazgatója lett, majd a Smithsonian Intézet Alapítvány kormányzójaként működött éveken át.
Nyugállományba csak élete utolsó évtizedében vonult, amikor Parkinson-kórt állapítottak meg nála.

## Magánélete és halála
James Webb 1938-ban vette feleségül Patsy Aiken Douglast. A párnak két gyermeke született: Sarah Gorman Webb 1945-ben és James Edwin Webb Jr. 1947-ben.
1992. március 27-én hunyt el, miután szívrohammal szállították a Washington D.C.-beli Georgetown Egyetemi Kórházba. Temetésére az Arlingtoni Nemzeti Temetőben került sor.

## Kitüntetései

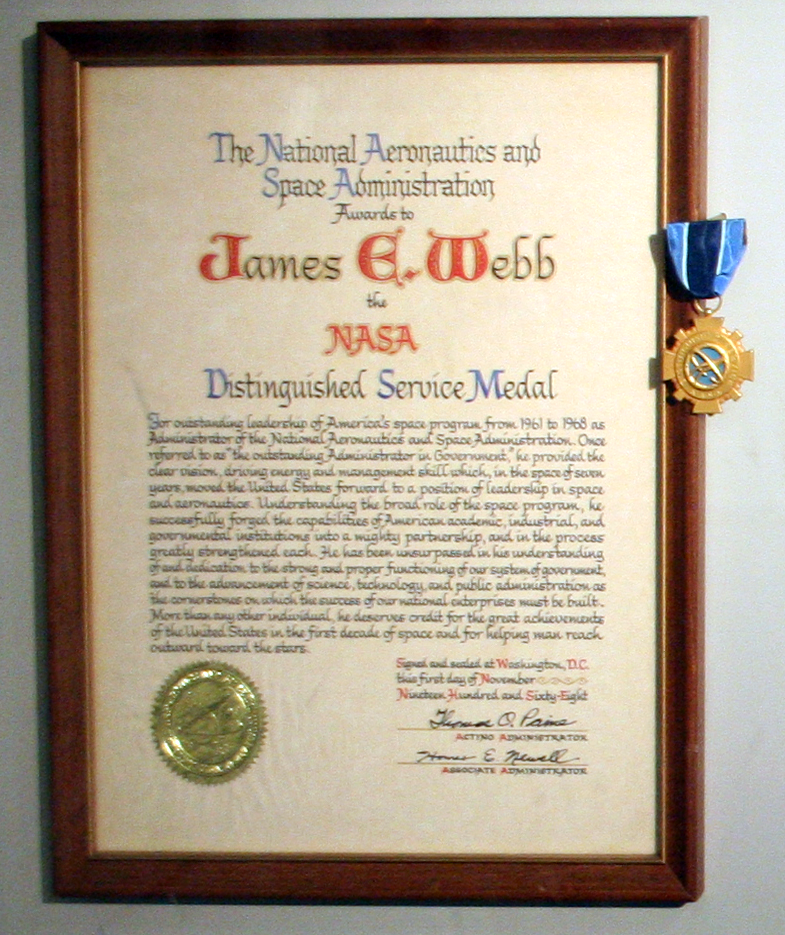
Webb NASA Kiváló Szolgálatáért Érdemérme oklevele

- NASA Kiváló Szolgálatért Érdemére (1968)
- Elnöki Szabadság Érdemérem (1976)
- Sylvanus Thayer Díj (west pointi United States Military Academy – 1981)

## Emlékezete

### Filmek
Az HBO gondozásában 1998-ban jelent meg A végtelen szerelmesei – Az Apollo-program című (eredeti angol címén: From the Earth to the Moon) filmsorozat, amelynek több részében is (de különös tekintettel annak első részében, amely az Apollo-program előtti hőskorról, Webb főigazgatóként való működésének legelső hónapjairól szól) feltűnik James Webb alakja, akit Dan Lauria személyesített meg.
Ken Strunk 2016-os filmje, A számolás joga (eredeti angol címén: Hidden Figures) úgyszintén a NASA hőskorát dolgozza fel, kissé más szemszögből, a színes bőrű női alkalmazottak életének bemutatásával. Ebben a műben is feltűnik rövid időre a főigazgató alakja a rendező, Ken Trunk alakításában.

### JWST
1989 és 1994 között lezajlott a Hubble űrtávcső utódjának tekinthető, annak képességeit inkább kiegészítő és fizikai méreteit jelentősen meghaladó infravörös űrtávcső tervezési előkészítése. Eredetileg a Next Generation Space Telescope (Új Generációs Űrtávcső) nevet kapott műhold munkái 1996-ban kezdődtek el. 2002-ben született meg a döntés, hogy az űrobjektum új nevet kap, és a NASA egykori főigazgatójáról James Webb Space Telescope-ra (James Webb űrtávcső) nevezik át. Az eszköz építése 2007-ben kezdődött és a tervek szerint 2021. december 18-án bocsátják fel.

## Fordítás
- Ez a szócikk részben vagy egészben  a   James E. Webb című angol Wikipédia-szócikk ezen változatának fordításán alapul.  Az eredeti cikk szerkesztőit annak laptörténete sorolja fel. Ez a jelzés csupán a megfogalmazás eredetét és a szerzői jogokat jelzi, nem szolgál a cikkben szereplő információk forrásmegjelöléseként.

### Internetes források
- JAMES E. WEBB – NASA Administrator, February 14, 1961-October 7, 1968 (angol nyelven). NASA. (Hozzáférés: 2020. november 11.)
- Nola Taylor Redd: James Webb: Early NASA Visionary. Space.com. (Hozzáférés: 2020. november 13.)
- Richard F. Knapp: Webb, James Edwin. NCPedia. (Hozzáférés: 2020. november 12.)